# Bayonne (New Jersey)
Bayonne ist eine Stadt im Hudson County des Bundesstaats New Jersey in den USA. Das U.S. Census Bureau hat bei der Volkszählung 2020 eine Einwohnerzahl von 71.686 ermittelt.

## Geographie
Die Stadt liegt auf einer Halbinsel zwischen der New Jersey Bay, dem Kill Van Kull und der Upper New York Bay südlich von Jersey City. Nach dem amerikanischen Vermessungsbüro hat die Stadt eine Gesamtfläche von 29,1 km², davon 14,6 km² Land- und 14,6 km² (50,04 %) Wasserfläche.

## Geschichte
Im 17. Jahrhundert waren niederländische Siedler die ersten Europäer, die sich am Ort des späteren Bayonne niederließen, nachdem der englische Seefahrer Henry Hudson zuvor diese Gegend entdeckt hatte. Bis dahin siedelten hier Indianer vom Stamm der Lenni Lenape. Ab 1664 stand der Ort, der damals noch Bergen Neck genannt wurde, unter britischer Kontrolle.
Die Fertigstellung des Morris Canals im Jahr 1836 verband Bergen Neck mit dem nördlichen New Jersey; eine Anbindung an das Eisenbahnnetz folgte in den 1860er Jahren. 1869 wurde der Ort – dann als Bayonne – zur Stadt erhoben.
In den frühen Jahren war die Wirtschaft des Küstenortes vornehmlich von Fischerei, Bootsbau und Tourismus geprägt, bevor gegen Ende des 19. Jahrhunderts auch die Ölindustrie hier Fuß fasste. In den 1920er Jahren war Bayonne ein bedeutender Standort von Ölraffinerien. Henry Miller setzte in dieser Zeit Bayonne in Wendekreis des Steinbocks ein literarisches Denkmal:
```
   „Es gibt Städte, in denen man nicht einmal eine Nacht über zu bleiben braucht - eine oder zwei Stunden genügen, einen aufzureiben. Ich denke da zum Beispiel an Bayonne, N.Y. Ich kam dort mitten in der Nacht mit ein paar Adressen an, die man mir gegeben hatte. Unterm Arm trug ich eine Mappe mit einem Prospekt der 
Encyclopedia Britannica
. Unter dem Schutz der Dunkelheit sollte ich diese beschissene Enzyklopädie armen Teufeln verkaufen, die sich bilden wollten. Wenn ich in Helsinki abgesetzt worden wäre, hätte ich mich nicht unbehaglicher fühlen können als in den Straßen von Bayonne. Es war für mich keine amerikanische Stadt. Es war überhaupt keine Stadt, sondern ein riesiger Krake, der im Dunkeln seine Fangarme ausstreckt.“
```

– Henry Miller (1939)
Während des Zweiten Weltkrieges entstanden ausgedehnte Dockanlagen, aus denen später das sogenannte Military Ocean Terminal hervorging, von dem aus noch bis in die 1990er Jahre die U.S. Navy mit Nachschub versorgt wurde.

## Demographie
Nach der Volkszählung von 2000 gibt es 61.842 Menschen, 25.545 Haushalte und 16.016 Familien in der Stadt. Die Bevölkerungsdichte beträgt 4.241,1 Einwohner pro km². 78,64 % der Bevölkerung sind Weiße, 5,52 % Afroamerikaner, 0,17 % amerikanische Ureinwohner, 4,14 % Asiaten, 0,05 % pazifische Insulaner, 7,46 % anderer Herkunft und 4,02 % Mischlinge. 17,81 % sind Latinos unterschiedlicher Abstammung. Die meisten europäischstämmigen Bewohner der Stadt sind italienischer, irischer oder polnischer Abstammung.
Von den 25.545 Haushalten haben 28,3 % Kinder unter 18 Jahre. 42,8 % davon sind verheiratete, zusammenlebende Paare, 15,1 % sind alleinerziehende Mütter, 37,3 % sind keine Familien, 32,8 % bestehen aus Singlehaushalten und in 15,0 % Menschen sind älter als 65. Die Durchschnittshaushaltsgröße beträgt 2,42, die Durchschnittsfamiliengröße 3,10.
22,1 % der Bevölkerung sind unter 18 Jahre alt, 8,2 % zwischen 18 und 24, 30,7 % zwischen 25 und 44, 22,5 % zwischen 45 und 64, 16,6 % älter als 65. Das Durchschnittsalter beträgt 38 Jahre. Das Verhältnis Frauen zu Männer beträgt 100:89,9, für Menschen älter als 18 Jahre beträgt das Verhältnis 100:86,3.
Das jährliche Durchschnittseinkommen der Haushalte beträgt 41.566 USD, das Durchschnittseinkommen der Familien 52.413 USD. Männer haben ein Durchschnittseinkommen von 39.790 USD, Frauen 33.747 USD. Der Prokopfeinkommen der Stadt beträgt 21.553 USD. 10,1 % der Bevölkerung und 8,4 % der Familien leben unterhalb der Armutsgrenze, davon sind 11,9 % Kinder oder Jugendliche jünger als 18 Jahre und 11,0 % der Menschen sind älter als 65.
Bei der Volkszählung 2010 wurde eine Bevölkerungszahl von 63.024 registriert.

## Söhne und Töchter der Stadt
- Ben Bernie (1891–1943), Jazz-Violinist und Bigband-Leader
- Allen M. Davey (1894–1946), Kameramann
- Elmer Chambers (1897–≈1952), Jazz-Trompeter und Kornettist
- David S. Horsley (1906–1976), Spezialist für Spezialeffekte und visuelle Effekte, Filmschauspieler und Filmschaffender
- Edward J. Stack (1910–1989), Politiker
- Leo Katcher (1911–1991), Journalist, Drehbuchautor und Schriftsteller
- Henry T. Wycis (1911–1972), Neurochirurg
- Edythe Wright (1914–1965), Swing-Sängerin
- George Perle (1915–2009), Komponist und Musiktheoretiker
- Arnold Fishkin (1919–1999), Jazzbassist
- Gene Olaff (1920–2017), Fußballtorhüter
- Cornelius Edward Gallagher (1921–2018), Politiker
- Brian Keith (1921–1997), Schauspieler
- Herman Kahn (1922–1983), Nuklearstratege, Kybernetiker und Futurologe
- Herbert R. Axelrod (1927–2017), Fachautor für Zierfischkunde, Verleger und Philanthrop
- Dick Savitt (1927–2023), Tennisspieler
- Joya Sherrill (1927–2010), Sängerin und Fernsehmoderatorin
- Joseph A. LeFante (1928–1997), Politiker
- Raymond J. Donovan (1930–2021), Politiker
- Stanley A. Kochanek (1934–2010), Politikwissenschaftler und Hochschullehrer
- Victor J. Stenger (1935–2014), Physiker und atheistischer Aktivist
- Samuel Danishefsky (* 1936), Chemiker
- Frank Langella (* 1938), Schauspieler
- Chuck Wepner (* 1939), Boxer
- Barney Frank (* 1940), Politiker
- George Lakoff (* 1941), Linguist
- Sandra Dee (1942–2005), Schauspielerin
- J. J. Murphy (* 1947), Filmregisseur
- Mark Stein (* 1947), Rockmusiker
- George R. R. Martin (* 1948), Science-Fiction- und Fantasy-Schriftsteller
- Mark Shera (* 1949), Schauspieler
- Robert Tepper (* 1950), Sänger und Songwriter
- George Warrington (1952–2007), Eisenbahnmanager
- Clem Burke (1954–2025), Schlagzeuger
- Gary Lachman (* 1955), Schriftsteller und ehemaliger Bassist der Band Blondie
- Ed Murphy (* 1956), Basketballspieler
- Kevin Stapleton (* 1963), Schauspieler
- James Urbaniak (* 1963), Schauspieler und Sprecher
- Mike Wasko (* 1964), Bobsportler
- Zakk Wylde (* 1967), Gitarrist
- Rick Gomez (* 1972), Schauspieler
- Joshua Gomez (* 1975), Schauspieler
- Tammy Blanchard (* 1976), Schauspielerin
- Raymond Mansfield (* 1977), Filmproduzent
- Kenny Britt (* 1988), Footballspieler
- Ronald Roberts (* 1991), dominikanisch-US-amerikanischer Basketballspieler
- Ifeadi Odenigbo (* 1994), Footballspieler

## Sonstiges
Nach dem Einsturz des WTCs kamen Pläne auf, in Bayonne einen zentralen Fernsehsenderstandort mit einem 609,6 Meter hohen Turm zu errichten. Diese Pläne dürften aber auf Eis gelegt worden sein.